# Paula García Ávila
Paula García Ávila (født 24. marts 1992 i Almuñécar) er en spansk håndboldspiller, som spiller for Rincón Fertilidad Málaga og Spaniens håndboldlandshold.